# Puchar Świata w biegach narciarskich 1974/1975
Sezon 1974/1975 Pucharu Świata w biegach narciarskich rozpoczął się 8 stycznia 1975 r. we włoskiej miejscowości Kastelruth, a zakończył się 8 marca tego samego roku w stolicy Norwegii, Oslo. Była to druga w historii, nieoficjalna seria zawodów w biegach narciarskich zorganizowana przez Międzynarodową Federację Narciarską (FIS).
Startowali tylko mężczyźni. W nieoficjalnej klasyfikacji generalnej zwyciężył Norweg Oddvar Brå. 

## Kalendarz i wyniki
| Lp. | Miejscowość   | Dystans          | Data             | 1. miejsce                                                                 | 2. miejsce                                                          | 3. miejsce                                                        |
| --- | ------------- | ---------------- | ---------------- | -------------------------------------------------------------------------- | ------------------------------------------------------------------- | ----------------------------------------------------------------- |
| 1.  | Kastelruth    | 30 km            | 8 stycznia 1975  | Odd Martinsen                                                              | Gerhard Grimmer                                                     | Gert-Dietmar Klause                                               |
| 2.  | Le Brassus    | 15 km            | 11 stycznia 1975 | Odd Martinsen                                                              | Magne Myrmo                                                         | Jan Staszel                                                       |
| 3.  | Le Brassus    | Sztafeta 3x10 km | 12 stycznia 1975 | Szwecja Christer Johansson · Lars-Arne Bölling · Lars-Göran Åslund         | Szwajcaria Franz Renggli · Albert Giger · Eduard Hauser             | Włochy Renzo Chiochetti · Giulio Capitanio · Ulrico Kostner       |
| 4.  | Reit im Winkl | 15 km            | 18 stycznia 1975 | Gerhard Grimmer                                                            | Jean-Paul Pierrat                                                   | Odd Martinsen                                                     |
| 5.  | Reit im Winkl | Sztafeta 3x10 km | 19 stycznia 1975 | Szwecja Sven-Åke Lundbäck · Benny Södergren · Thomas Magnusson             | NRD Gerd Heßler · Axel Lesser · Gerhard Grimmer                     | Finlandia Eljas Nygård · Juhani Repo · Arto Koivisto              |
| 6.  | Ramsau        | 30 km            | 27 stycznia 1975 | Odd Martinsen                                                              | Magne Myrmo                                                         | František Šimon                                                   |
| 7.  | Seefeld       | 15 km            | 1 lutego 1975    | Thomas Magnusson                                                           | Gerhard Grimmer                                                     | Odd Martinsen                                                     |
| 8.  | Falun         | Sztafeta 4x10 km | 22 lutego 1975   | ZSRR Jewgienij Bielajew · Jurij Skobow · Anatolij Szmigun · Wasilij Roczew | NRD Gerd Heßler · Dieter Meinel · Gert-Dietmar Klause · Jürgen Wolf | Norwegia Oddvar Brå · Einar Sagstuen · Odd Martinsen · Ivar Formo |
| 9.  | Falun         | 30 km            | 23 lutego 1975   | Sven-Åke Lundbäck                                                          | Anatolij Szmigun                                                    | Jewgienij Bielajew                                                |
| 10. | Lahti         | 15 km            | 28 lutego 1975   | Wasilij Roczew                                                             | Juha Mieto                                                          | Jewgienij Bielajew                                                |
| 11. | Lahti         | 50 km            | 2 marca 1975     | Oddvar Brå                                                                 | Roberto Primus                                                      | Juhani Repo                                                       |
| 12. | Oslo          | 15 km            | 6 marca 1975     | Juha Mieto                                                                 | Oddvar Brå                                                          | Juhani Repo                                                       |
| 13. | Oslo          | 50 km            | 8 marca 1975     | Oddvar Brå                                                                 | Ivar Formo                                                          | Magne Myrmo                                                       |

## Klasyfikacje
| Lp. | Zawodnik           | Punkty |
| --- | ------------------ | ------ |
| 1.  | Oddvar Brå         | 143    |
| 2.  | Odd Martinsen      | 132    |
| 3.  | Juha Mieto         | 107    |
| 4.  | Ivar Formo         | 105    |
| 5.  | Magne Myrmo        | 101    |
| 6.  | Wasilij Roczew     | 84     |
| 6.  | Juhani Repo        | 84     |
| 8.  | Jewgienij Bielajew | 82     |
| 9.  | Gerhard Grimmer    | 79     |
| 10. | Sven-Åke Lundbäck  | 71     |
| 11. | Thomas Magnusson   | 64     |
| 11. | Benny Södergren    | 64     |
| 13. | Alfred Kälin       | 63     |
| 14. | Jean-Paul Pierrat  | 57     |
| 14. | Arto Koivisto      | 57     |